# Čištění zubů

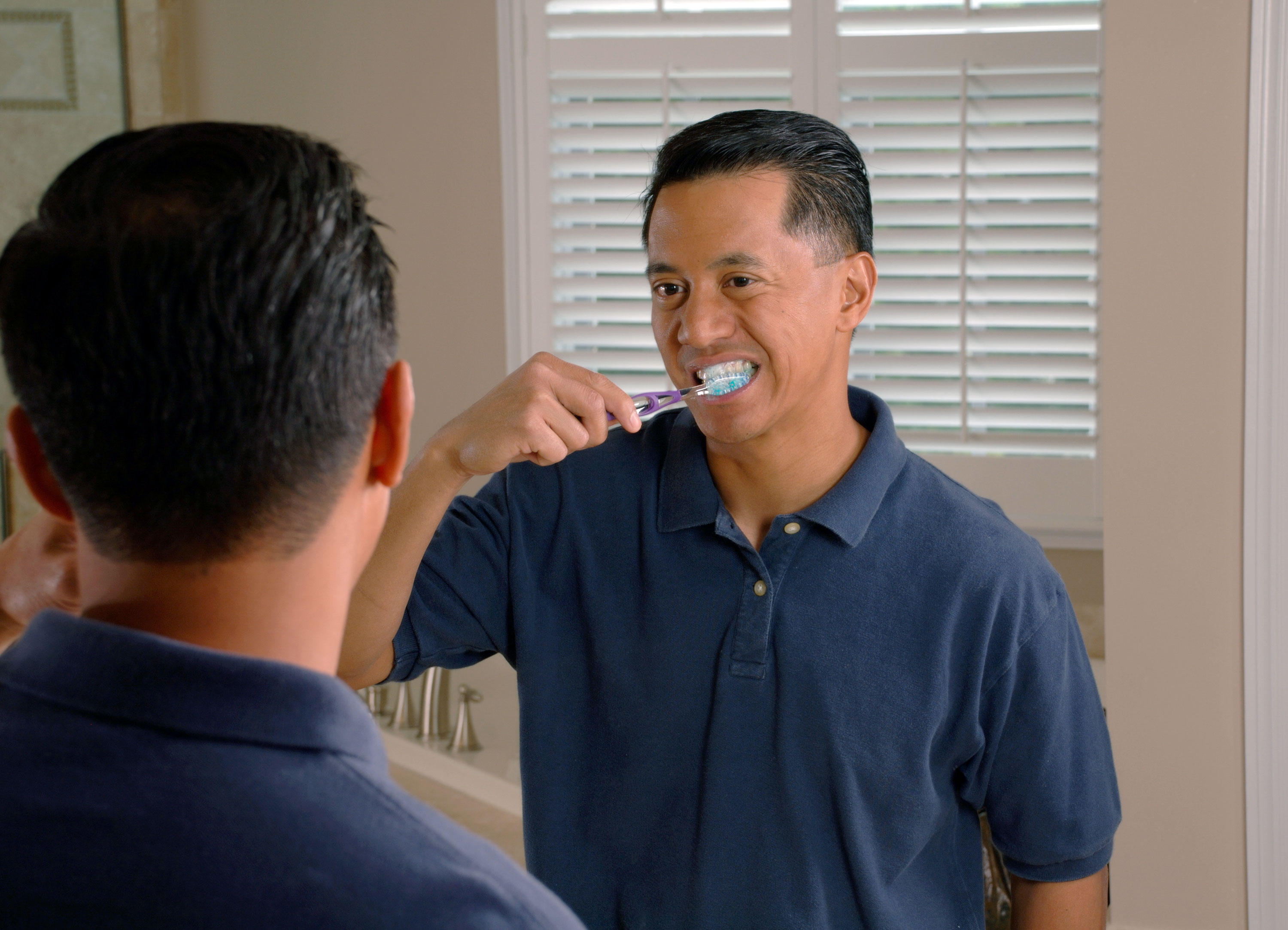
Muž, který si čistí zuby.

Čištění zubů je akt drhnutí zubů zubním kartáčkem, na který je nanesena zubní pasta. Mezizubní čištění (s nití nebo mezizubním kartáčkem) může být užitečné při čištění zubů, a společně tyto dvě činnosti jsou primárním prostředkem čištění zubů a jedním z hlavních aspektů ústní hygieny.
Správné čištění zubů pomáhá předcházet parodontálním onemocněním, nebo onemocněním dásní, které způsobuje ztrátu zubů až u jedné třetiny dospělých. Pokud nejsou zuby pravidelně a správně čištěny, může dojít ke kalcifikaci minerálů ve slinách, čímž se vytvoří zubní kámen. Tartar ztvrdne, pokud není odstraněn každých 24 hodin. 

## Historie

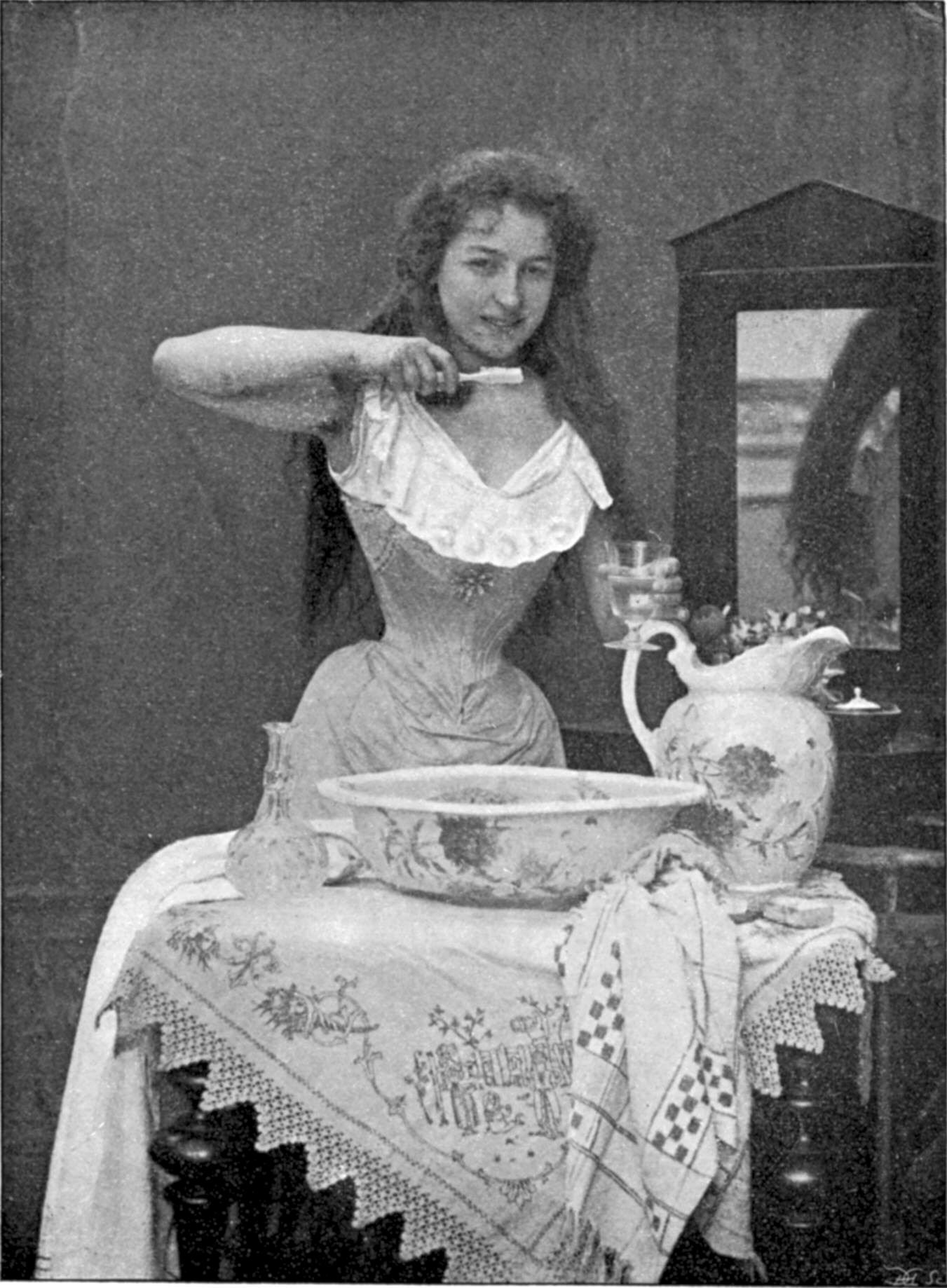
Fotografie z roku 1899 ukazující použití zubního kartáčku.

Již v dávných dobách si Egypťané vyráběli hrubé zubní kartáčky z větviček a listů, aby si vyčistili zuby. Podobně si vyráběly zubní kartáčky i jiné kultury, jako jsou Řekové, Římané, Arabové a Indové. Někteří jeden konec větvičky roztřepili, aby mohla mezi zuby pronikat účinněji.
Moderní zubní kartáčky se v Evropě rozšířily od konce 17. století. První sériově vyráběný zubní kartáček byl vyvinut v Anglii v roce 1780. Ačkoli ve Spojených státech byly kartáčky k dispozici na konci 19. století, praxe čištění se rozšířila až po druhé světové válce, kdy američtí vojáci pokračovali v údržbě ústní dutiny, která po nich byla během vojenské služby vyžadována. Moderní zubní kartáček byl vyvinut v Anglii v roce 1780. Zatímco mizel ve vězení, William Addis se rozhodl vyvrtat díry do ovčí holenní kosti a protáhl dírou štětiny kančí srsti.

## Pokyny pro čištění zubů

### Frekvence
Přestože existuje shoda, že důkladné čištění jednou denně je dostatečné pro udržení zdraví ústní dutiny, většina zubařů doporučuje pacientům čistit zuby dvakrát denně, nejlépe však po každém jídle. 

### Správná technika
U předních zubů by měl být kartáček nakloněn pod úhlem 45 stupňů směrem k linii dásní, přičemž by se měl kartáček pohybovat tam a zpět, aby se dostal do styku s linií dásní a zubem. Při čištění zadních zubů je třeba držet kartáček svisle k zubu a pohybovat ním nahoru a dolů. Žvýkací plošky zubů se čistí dopředu a dozadu, přičemž zubní kartáček směřuje přímo k zubu.[zdroj?]

### Bassova metoda
Zubaři doporučují jako jednu z nejúčinnějších metod čistění zubů - Bassovu metodu. Tato metoda tkví v tom, že nečistíte korunky zubů (hlavní plochy zubů) - ty se konzumací potravy sami očišťují. Nečistíte ani dásně, které se také umí samy chránit proti bakteriím. Zaměřujete se na prostor mezi zuby a dásněmi, který je nejvíce náchylný na usazování bakterií. Při čištění se na kartáček nesmí nepřiměřeně tlačit. Čistíte horní okraj dásně, která se setkává se zuby. Zde se tvoří zubní plak a v tom zubním plaku se usazují bakterie, které jsou příčinou většiny onemocnění zubů a dásní. 

### Načasování
Jedna studie zjistila[zdroj?], že čištění zubů po konzumaci kyselých potravin (patří sem i vracení žaludečních kyselin) způsobilo větší poškození skloviny ve srovnání s 30minutovým čekáním. Propláchnutí kyseliny s vodou nebo rozpuštěnou jedlou sodou může pomoci snížit poškození kyselin zhoršené čištěním. Stejná věc byla doporučena jiná kyselá jídla.[zdroj?]

## Zubní kartáček

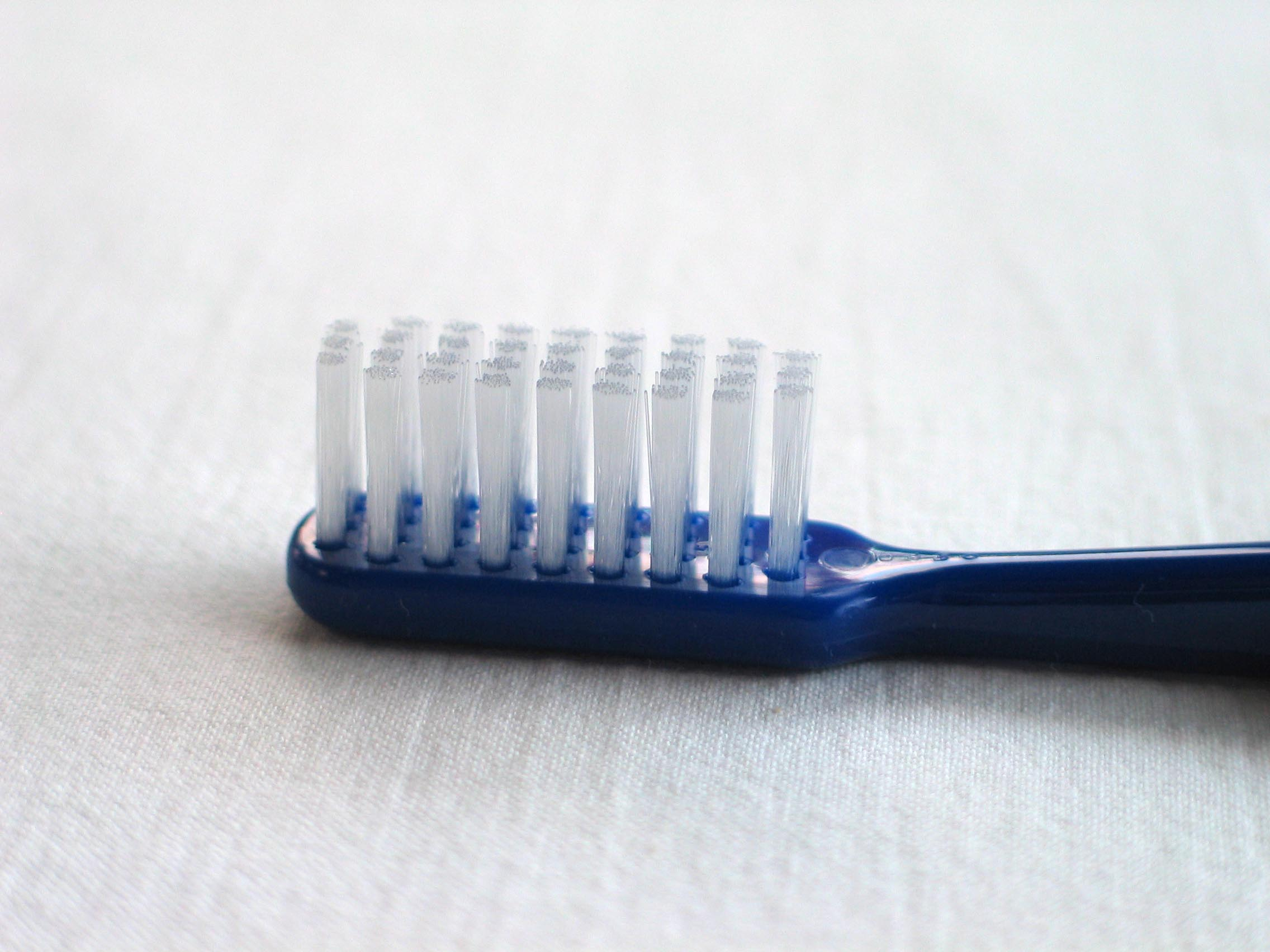
Zubní kartáček

Zubní kartáček je nástroj používaný k čištění zubů, je sestaven z malého kartáčku a rukojeti. Zubní pasta, často obsahující fluorid, se běžně přidává na zubní kartáček, aby pomohla při čištění. Zubní kartáčky přicházejí v ručních a elektrických variantách. Ačkoli existují protichůdné důkazy o tom, který je účinnější, většina důkazů ukazuje na elektrické zubní kartáčky s oscilačním pohybem, který je účinnější než ruční kartáčky. Cochraneův přehled v roce 2014 našel důkazy o tom, že elektrické zubní kartáčky snižují plak lépe než manuální zubní kartáčky. Celkově jsou však manuální i elektrické zubní kartáčky účinné a často se doporučuje, aby lidé používali ten, který jim nejvíce vyhovuje a určili co je pro ně cenově výhodné.
Zubní kartáčky jsou nabízeny s různými texturami štětin a přicházejí v mnoha různých formách a velikostech. Většina zubařů doporučuje požívat zubní kartáček označený jako „měkký“, protože tvrdší kartáčky mohou poškodit zubní sklovinu a dráždit dásně. Zubní kartáčky jsou často vyráběny ze syntetických vláken, ačkoli přírodní zubní kartáčky jsou také známe v mnoha částech světa. Ti, kteří mají zubní protézu mohou zuby také čistit kartáčkem, nebo požívat čisticí prostředky na zubní protézy.

## Zubní pasta

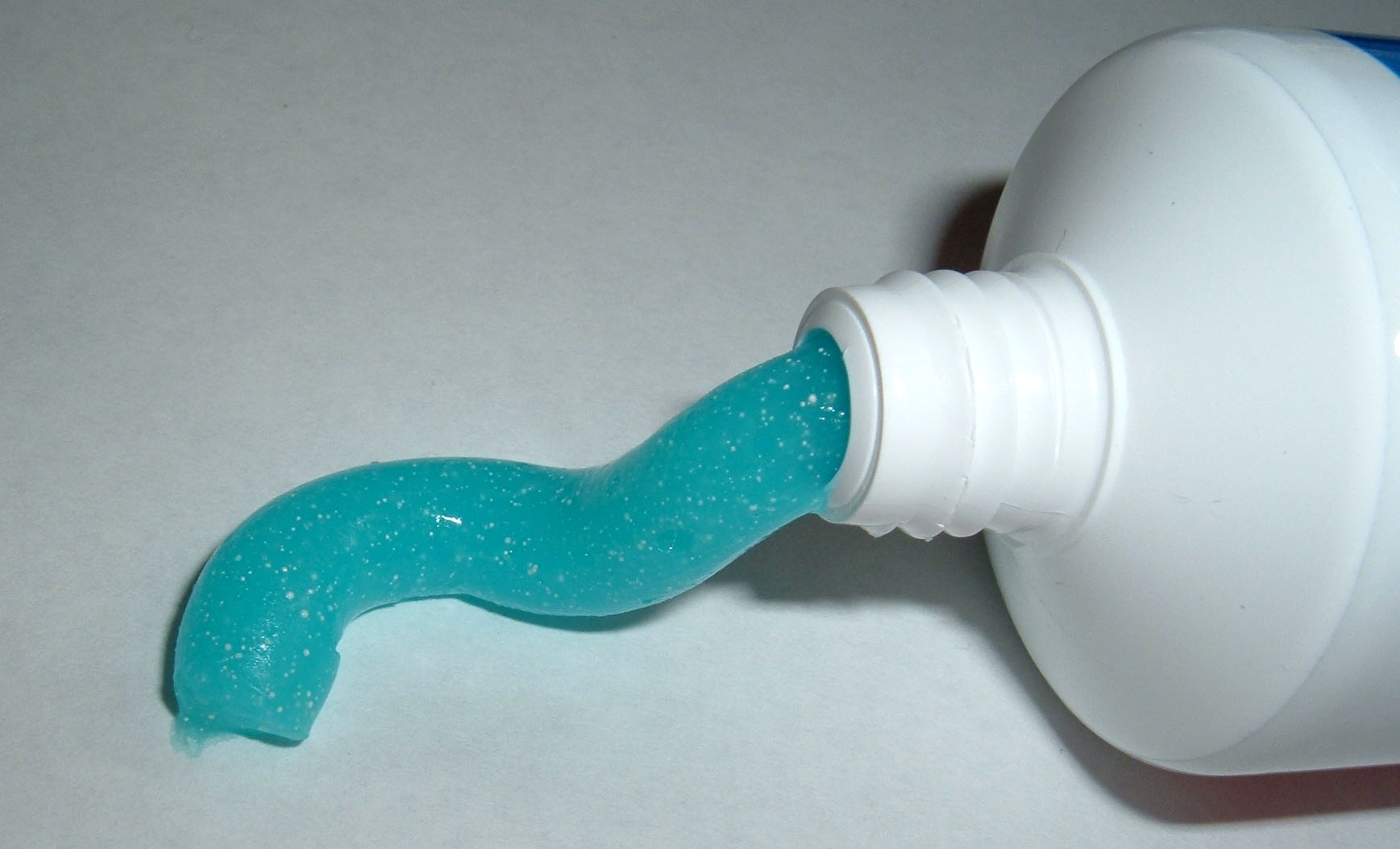
Moderní zubní pasta

Zubní pasta je pasta nebo gel, který se používá k čištění a zlepšování estetického vzhledu a zdraví zubů. Téměř vždy se používá ve spojení se zubním kartáčkem. Požití zubní pasty může podpořit správnou ústní hygienu (může napomáhat k odstranění zubního plaku a potravy ze zubů, může dodávat účinné látky jako je fluorid). Existují důkazy, že přidání xylitolu do zubních past snižuje výskyt zubního kazu asi o 15 %.

## Zubní sprcha
Novější metodou čištění zubů je zubní sprcha, která velmi tenkým paprskem vstřikuje vodu, případně ústní vodu smíšenou se vzduchem do prostoru zubů. Perličky vzduchu a vody se dostávají do těžko přístupných míst, kde ničí škodlivé bakterie a vyplachují zbytky jídla nebo zubní plak. Účinnost čištění je ještě vyšší než při použití mezizubních kartáčků.